# Тюменка (Новосибірська область)
Тюменка (рос. Тюменка) — присілок у Купинському районі Новосибірської області Російської Федерації.
Входить до складу муніципального утворення Яркульська сільрада. Населення становить 243 особи (2010).

## Історія
Згідно із законом від 2 червня 2004 року органом місцевого самоврядування є Яркульська сільрада.

## Населення
| 2002 | 2007 | 2010 |
| ---- | ---- | ---- |
| 283  | ↘260 | ↘243 |